# Sebastián Dubarbier
Sebastián Dubarbier est un footballeur italo-argentin né le 19 février 1986 à La Plata évoluant au poste d'arrière gauche au Deportivo La Corogne.

## Biographie
Joueur très technique, vif, ayant une bonne conduite de balle, il se révèle avec son club de CFR Cluj lors de la phase de poule de la Ligue des champions 2008-2009 en particulier lors du match aller face au Girondins de Bordeaux. 
Le 1er février 2010, il décide de continuer sa carrière au sein du FC Lorient. Il est prêté par ce club au CD Tenerife pour la deuxième partie de la saison 2010-2011. Après une deuxième partie de saison 2011-2012 au club espagnol de Cordoue CF, il y signe définitivement en août 2012 pour trois saisons.

## Palmarès
CFR Cluj
- Champion de Roumanie en 2008 et Championnat de Roumanie de football 2009-2010.
- Vainqueur de la Coupe de Roumanie en 2008 et 2009.
- Vainqueur de la Supercoupe de Roumanie en 2009.